# Pleure pas la bouche pleine
Pour plus de détails, voir Fiche technique et Distribution.
Pleure pas la bouche pleine est une comédie romantique française réalisée par Pascal Thomas, sortie en 1973.

## Synopsis
Annie, adolescente, habite un village paisible de la Vienne au début des années 1970. Elle connaît ses premiers émois et ses premiers flirts. Elle fréquente un jeune du village, Frédéric, qui, désemparé, lui apprend qu'il doit la quitter pour effectuer ses classes et son service militaire dans l'est de la France. Sans être forcément touchée par ce départ, elle répond peu de temps après aux avances d'un autre garçon, moins timide et très bourgeois, nommé Alexandre. Elle vivra avec lui sa première expérience sexuelle.

## Fiche technique
Sauf indication contraire, les informations mentionnées dans cette section peuvent être confirmées par la base de données cinématographiques Unifrance,  présente dans la section « Liens externes ».
- Titre : Pleure pas la bouche pleine
- Réalisation : Pascal Thomas, assisté de Suzanne Schiffman
- Scénario : Pascal Thomas (scénario, adaptation), Roland Duval (scénario et adaptation) et Suzanne Schiffman
- Dialogues : Pascal Thomas
- Musique : Vladimir Cosma
- Montage : Hélène Plemiannikov
- Décors : Jean-Pierre Kohut-Svelko
- Producteur : Claude Berri
- Sociétés de production : Renn Productions, Les Films du Chef-Lieu, Office de radiodiffusion-télévision française (ORTF)
- Société de distribution : AMLF
- Pays d'origine :  France
- Langue de tournage : français
- Format : Couleur eastmancolor - 35 mm
- Genre : comédie romantique
- Durée : 90 minutes (1 h 30)
- Date de sortie : France - 25 octobre 1973

## Distribution
- Bernard Ménez : Alexandre
- Annie Colé : Annie
- Christiane Chamaret : la mère
- Jean Carmet : le père
- Frédéric Duru : Frédéric
- Daniel Ceccaldi : l'ami
- Hélène Dieudonné : la grand-mère
- Isabelle Ganz : Geneviève
- Friquette Thévenet : Friquette
- Henri Pain : l'ouvrier
- Andrée Brau : la logeuse
- Alain Perceau : Clément
- Piotr The Black : le cousin
- Dany Juteau : la cousine
- Fernand Péricard : le coiffeur
- Docteur Lesage : le médecin
- Victor Bourrin : le curé
- Claudine Paringaux : Claudine

## Autour du film
- Pascal Thomas réalise avec ce film une très belle fresque rurale. Pleure pas la bouche pleine est un film « vrai » et « naturel » qui raconte, dans un cadre de verdure et au rythme lent d'une rivière qui coule, la vie des gens et notamment des jeunes de la campagne avant qu'elle ne soit gâtée par le mode de vie urbain. La plupart des acteurs du film étaient d'ailleurs des amateurs, comme l'héroïne incarnée par Annie Colé, ce qui rend cette histoire plus « vraie ».
- Le film a été tourné à Thouars, Marnes et Moncontour. La maison d'Annie se trouve à Moncontour (enclave de Saint-Chartres).
- Bernard Menez trouvait là son premier grand rôle grâce à Pascal Thomas qui allait en faire l'un de ses acteurs fétiches, puisqu'il le fit tourner l'année d'après dans Le Chaud Lapin.
- Le film est sorti en DVD au printemps 2010 dans un coffret de trois films de Pascal Thomas (produit par Pathé), aujourd'hui introuvable. En 2017 paraît, sous le label TF1 Studio, un coffret de sept DVD, 7 films de Pascal Thomas, comprenant Pleure pas la bouche pleine.